# Ophiorrhiza hayatana
Ophiorrhiza hayatana är en måreväxtart som beskrevs av Jisaburo Ohwi. Ophiorrhiza hayatana ingår i släktet Ophiorrhiza och familjen måreväxter. Inga underarter finns listade i Catalogue of Life.